# Ozero Janka
Ozero Janka (ryska: Озеро Янка) är en sjö i Belarus.   Den ligger i voblasten Vitsebsks voblast, i den norra delen av landet, 170 km norr om huvudstaden Minsk. Ozero Janka ligger 132 meter över havet.
I omgivningarna runt Ozero Janka växer i huvudsak blandskog. Runt Ozero Janka är det glesbefolkat, med 19 invånare per kvadratkilometer.